# ミツガシワ科

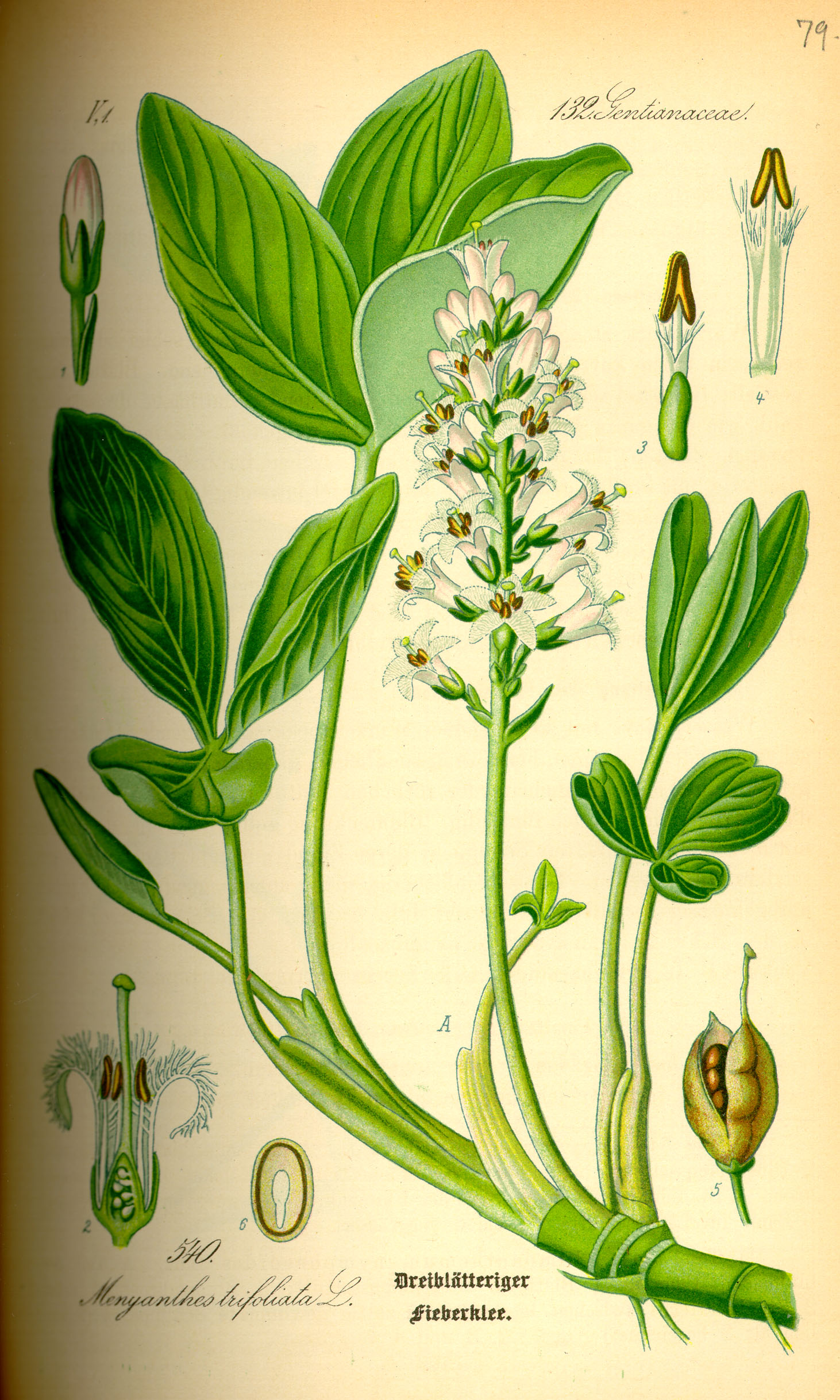
ミツガシワ

ミツガシワ科（ミツガシワか、Menyanthaceae）は双子葉植物に属す科で、湿地または水中に生育する草本、5属60種前後が世界的に分布する。日本には3属5種自生する。
花はがく・花冠が5裂し、花冠の縁は細かく切れて房状になるものが多い。雄蕊は5本あり、子房上位。葉はミツガシワ（3出複葉）以外は単葉で、水草のアサザ属ではスイレンに似た円い葉が水面に浮く。
古くはリンドウ科に含めていたが、分離された。APG分類体系ではキク目に入れている。

## 属
- Liparophyllum
- ミツガシワ属 Menyanthes - ミツガシワ
- イワイチョウ属 Nephrophyllidium（またはFauria） - イワイチョウ（高山植物）
- アサザ属 Nymphoides - アサザ、ガガブタ（水草）
- Villarsia